# La Tête haute (téléfilm)
Pour les articles homonymes, voir La Tête haute (homonymie).
La Tête haute est un téléfilm français réalisé par Gérard Jourd'hui, diffusé le 20 décembre 2005 sur TF1.

## Fiche technique
- Titre alternatif : Un fichu caractère
- Réalisateur : Gérard Jourd'hui
- Scénario : Gérard Jourd'hui et Jacques Santamaria, d’après le roman Le Fils Cardinaud de Georges Simenon
- Photographie : Dominique Bouilleret
- Musique : Jorge Arriagada
- Date de diffusion : 20 décembre 2005 sur TF1
- Durée : 90 minutes.

## Distribution
- Eddy Mitchell : Pierre Cardinaud
- Séverine F. : La fille rancunière du salon de thé et du bus
- Jérémy P. : Le Basketteur sur la passerelle
- Anna Galiena : Marthe
- Ticky Holgado : Robert
- Mylène Demongeot : La Tina
- Cris Campion : Pitard
- Nathalie Courval : Mme Bregga
- Ginette Garcin : la mère Cardinaud
- Hervé Laudière : le patron pêcheur
- Christophe Vandevelde : Drouin
- Victor Garrivier : Mandine
- Raphaëlle Lubansu : Sandrine Trichet
- Valérie Steffen : Véronique Pitard
- Frédéric Andréi : le cadre du Grandmarché
- Raoul Billerey : le père de Cardinaud
- Beppe Clerici : M. Bregga
- Benjamin Rataud : le chauffeur de taxi
- Olween Heudig : la jeune ouvrière
- Jacques Santamaria : le concurrent criée
- Dominique Besnehard : l'hôtelier
- Thomas Goulard : Jean Cardinaud
- Chloé Tarka : Marie Cardinaud
- Marie Wiart : l'avocate Drouin
- Catherine Van Hecke : la pâtissière
- Jean-Pierre Mesnard : le commissaire